# Lathys stigmatisata
Lathys stigmatisata là một loài nhện trong họ Dictynidae. Chúng được miêu tả năm 1869 bởi Menge.